# Östermalmskällaren

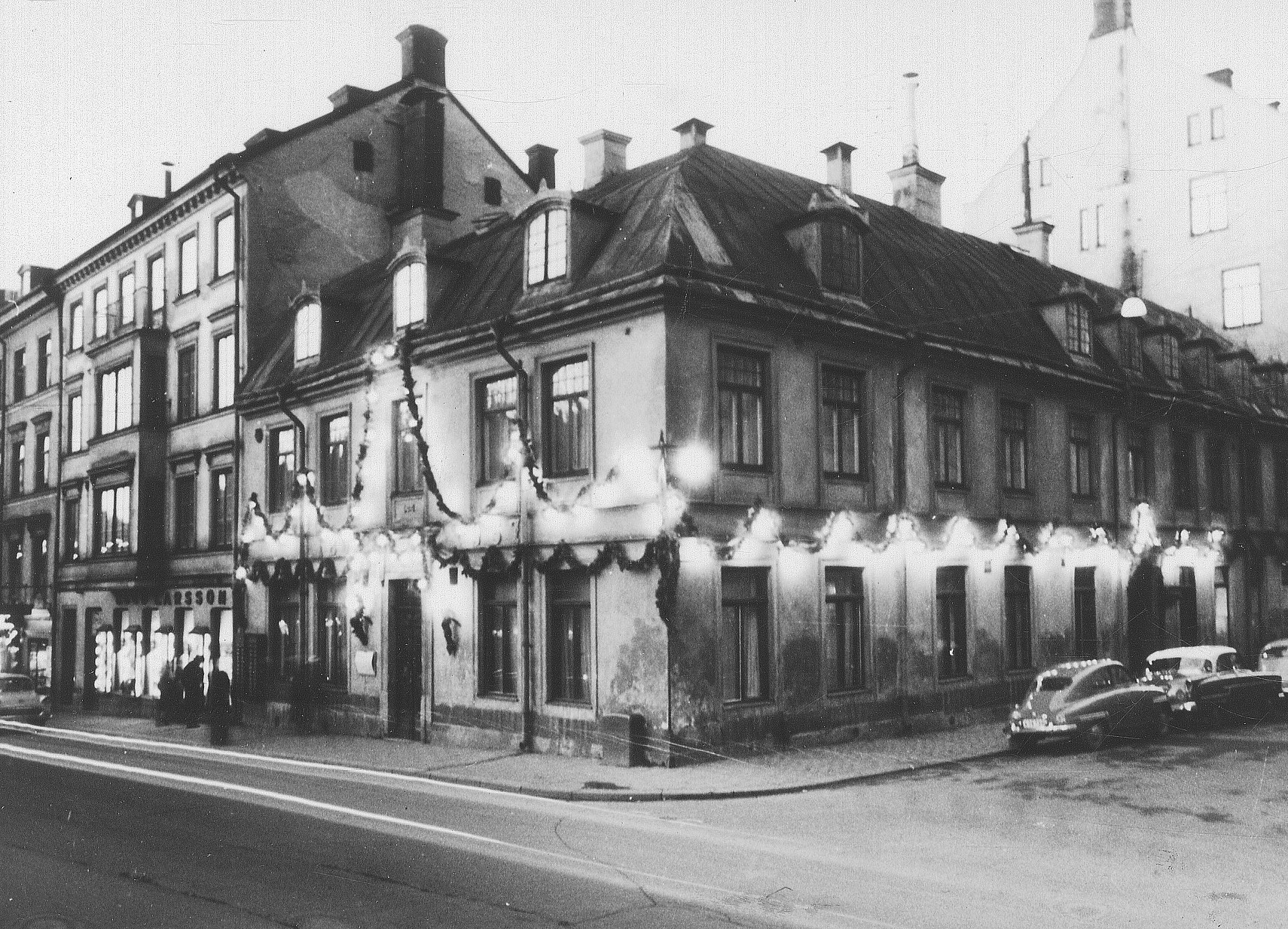
Östermalmskällaren i december 1957.

Östermalmskällaren var en klassisk restaurang i hörnet Storgatan 5 / Jungfrugatan 1 på Östermalm, Stockholm. Stället låg i ett 1700-talshus och öppnade 1803 under namnet Ladugårdslandskällaren av vinskänken Carl Petter Lidberg. Östermalmskällaren existerade fram till nyårsafton 1957; därefter revs hela kvarteret och på platsen uppstod ett modernt kontorskomplex ritat av arkitekt Anders Tengbom för Sveriges verkstadsförening (se Sjökalven 25). I den nya byggnaden återuppstod Östermalmskällaren men fick lägga ner efter ett 20-tal år på grund av bristande lönsamhet.

## Historik

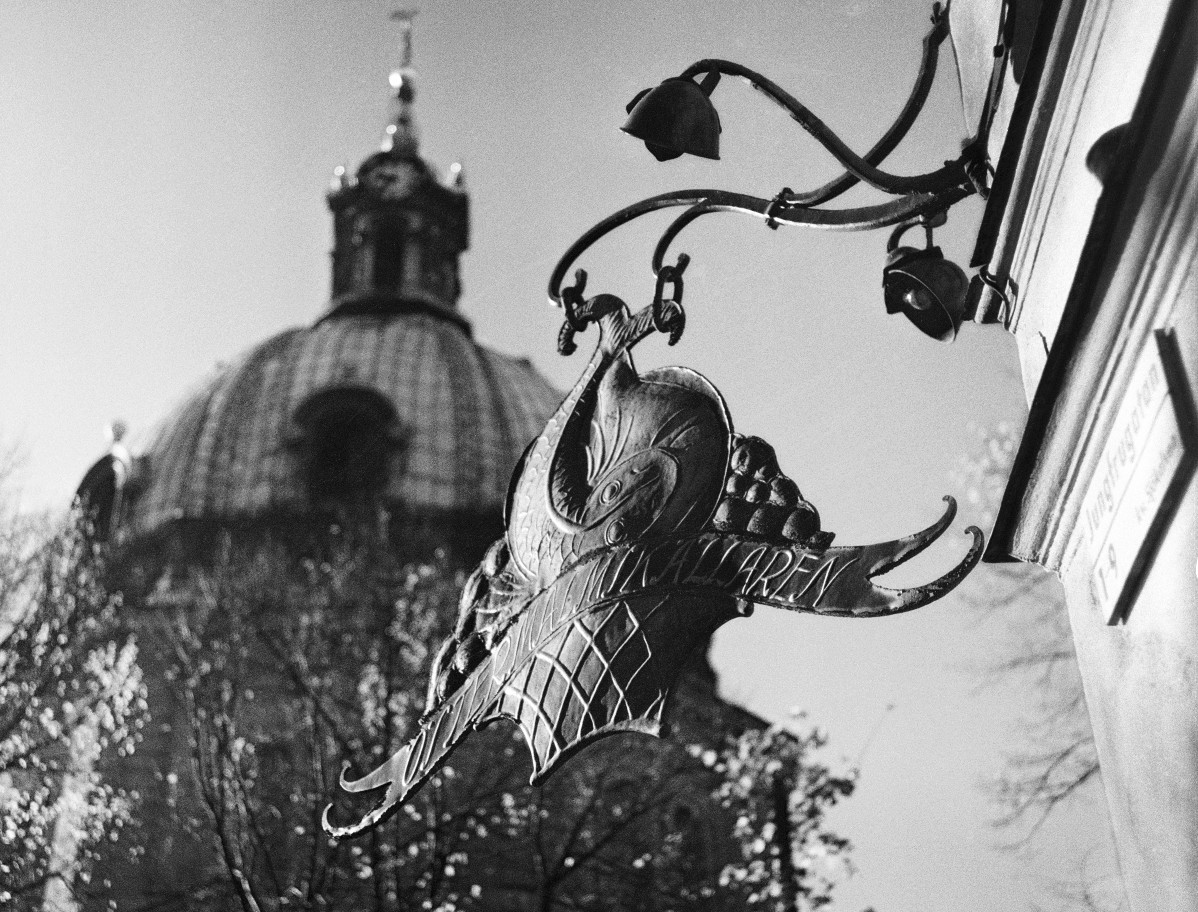
Östermalmskällarens skylt 1957.

Ladugårdslandskällaren, även kallad Ladugårdskällaren, hade sina lokaler i ett lågt 1700-tals hus vid Storgatan 5 som ägdes av änkefru Wennerström. Källaren öppnade i december 1803 och serverade Frukostar, och goda Viner. Så i parti och minut till samma priser som en Grosskällare som Dagligt Allehanda av den 9 december 1803 kunde rapportera.  Under en kort tid, mellan 1867 och 1871 hette den Restaurant du Nord och när Ladugårdslandet 1885 bytte namn till ”Östermalm” var man också tvungen att ändra namnet till ”Östermalmskällaren”. 
Namnbytet var inte särskild populärt hos de konservativa gästerna. Av stamkunder kallades stället kort ”Femman” (efter adressen Storgatan 5). En omtyckt källarmästare var ”Pelle på Femman” som egentligen hette August Emil Petersson och ägde Östermalmskällaren mellan 1895 och 1917. Efter honom tog Sveriges Allmänna Restaurangaktiebolag (SARA) över verksamheten. Den nye ägaren lät renovera lokalerna och först då byttes gasbelysningen till elbelysning.
På 1950-talet ryckte grävskoporna allt närmare. Lokalen hade genuin atmosfär och när planerna om rivning blev kända skrev Beppe Wolgers 1957 i en hyllning i Stockholms-Tidningen: "Låt oss behålla Östermalmskällaren!"  Den 1 januari 1958 stängde Östermalmskällaren för att 1961 återuppstå i den nya byggnaden, som uppfördes för Sveriges verkstadsförening, men affärerna gick inte bra. Efter några misslyckade försök till förnyelse lades verksamheten slutligen ner på 1980-talet.
Stängningskvällen den 31 december 1957 hade personalen tagit på sig 1800-talskläder. Fotografen Lennart af Petersens var närvarande och dokumenterade lokalen och personalen med sin kamera.

Lennart af Petersens bilder den 31 december 1957
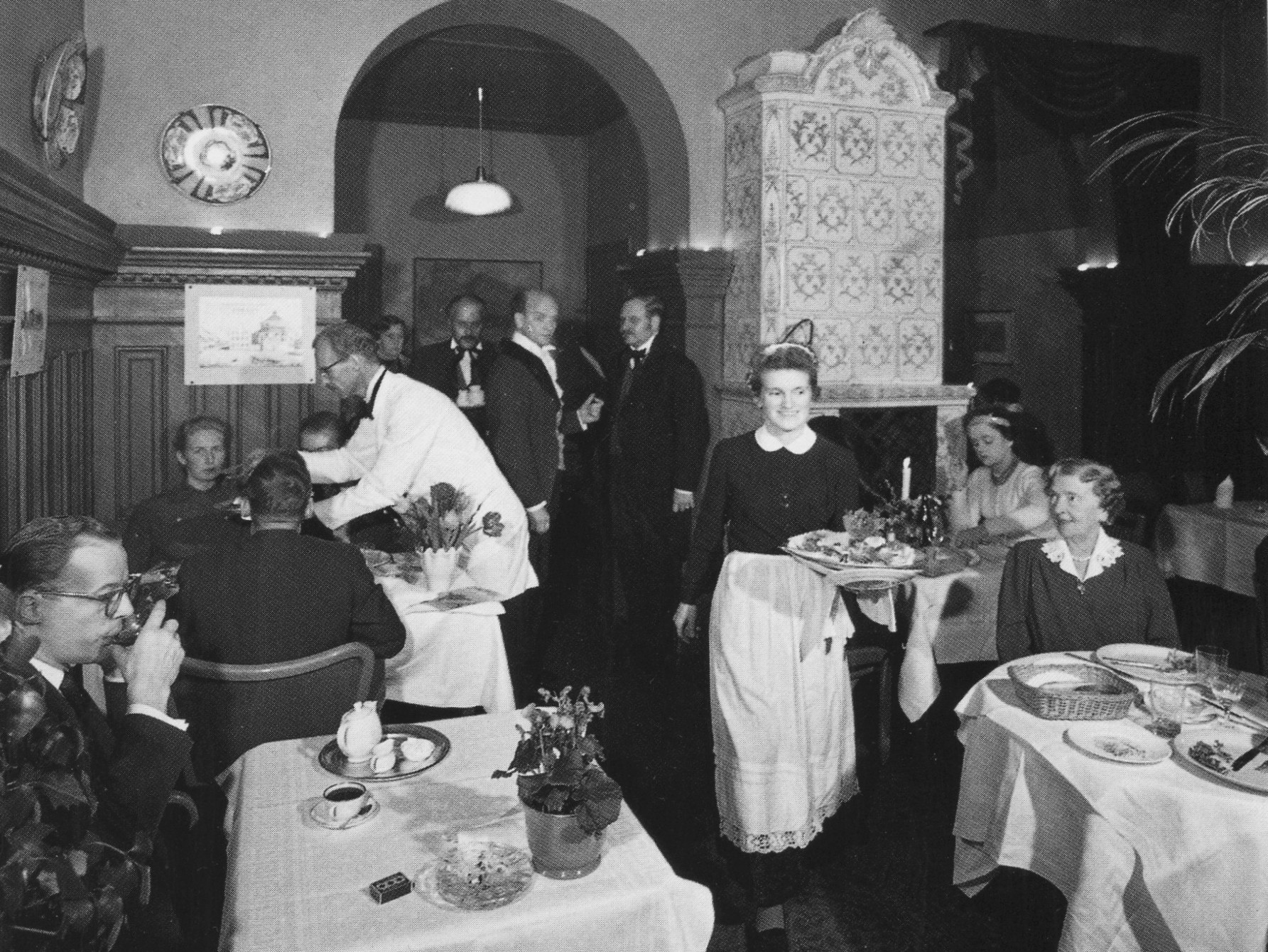
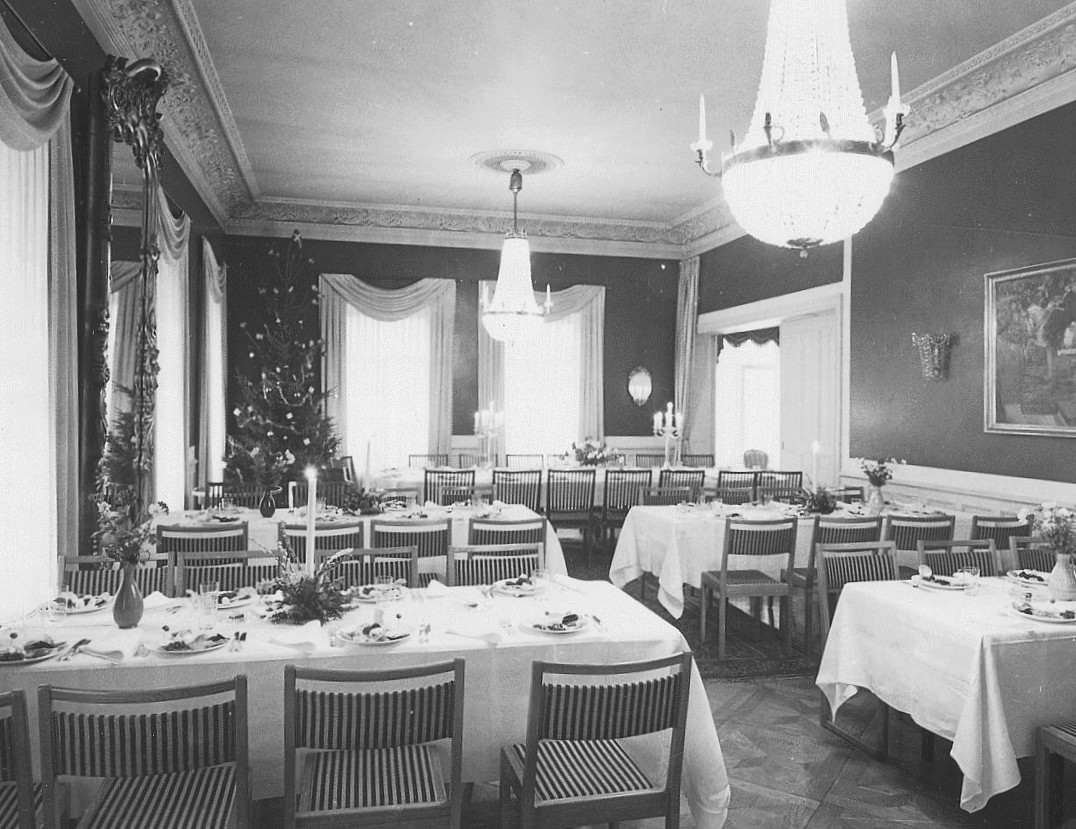
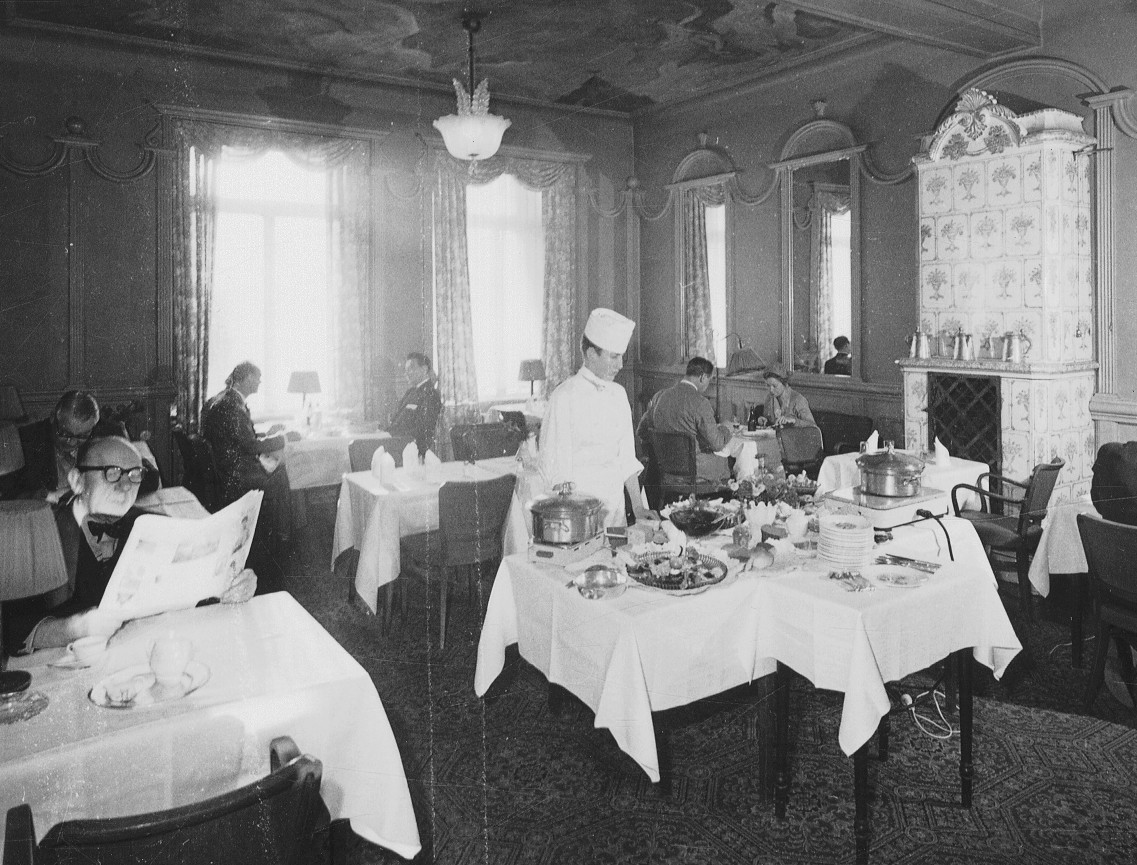
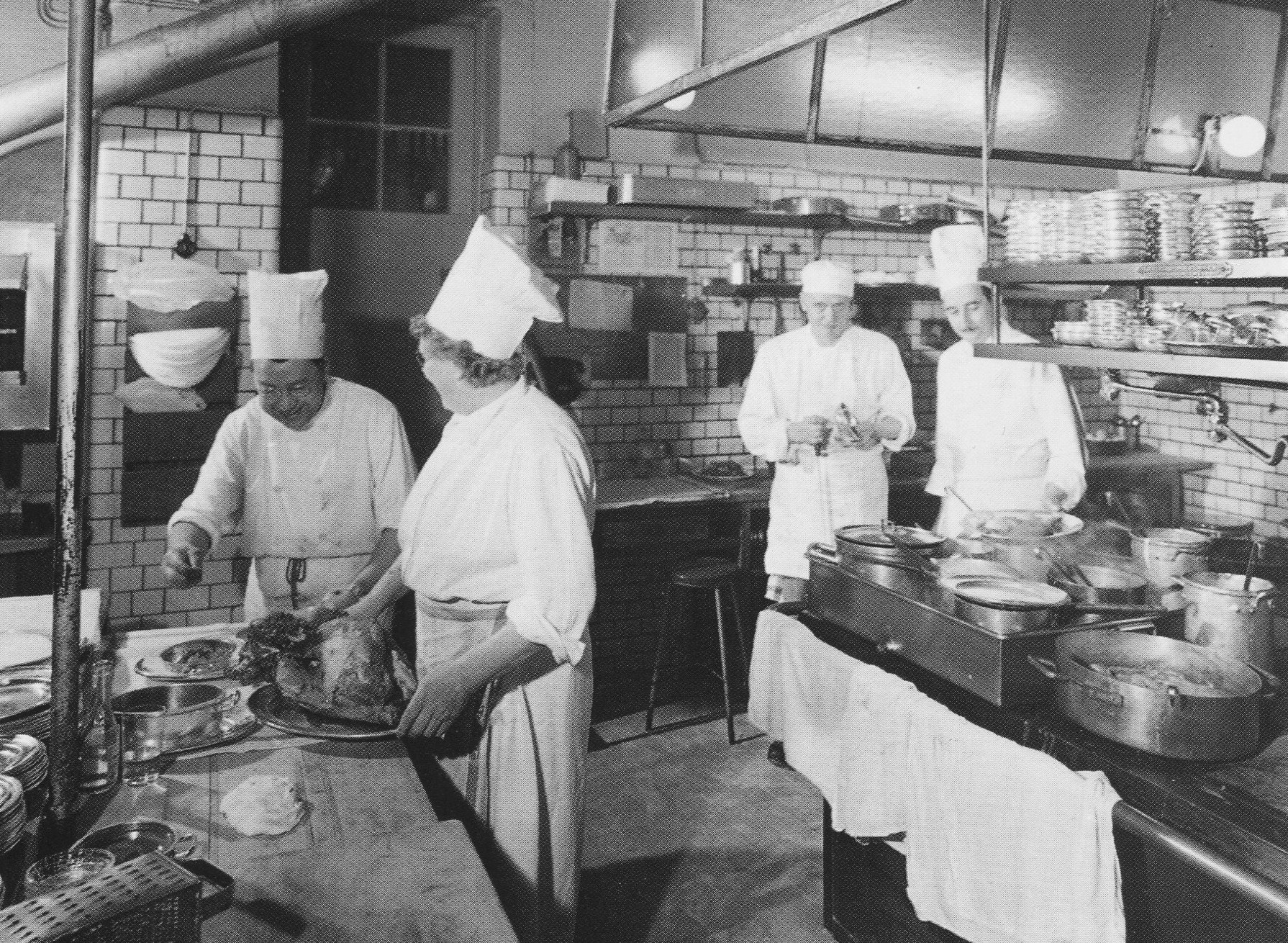
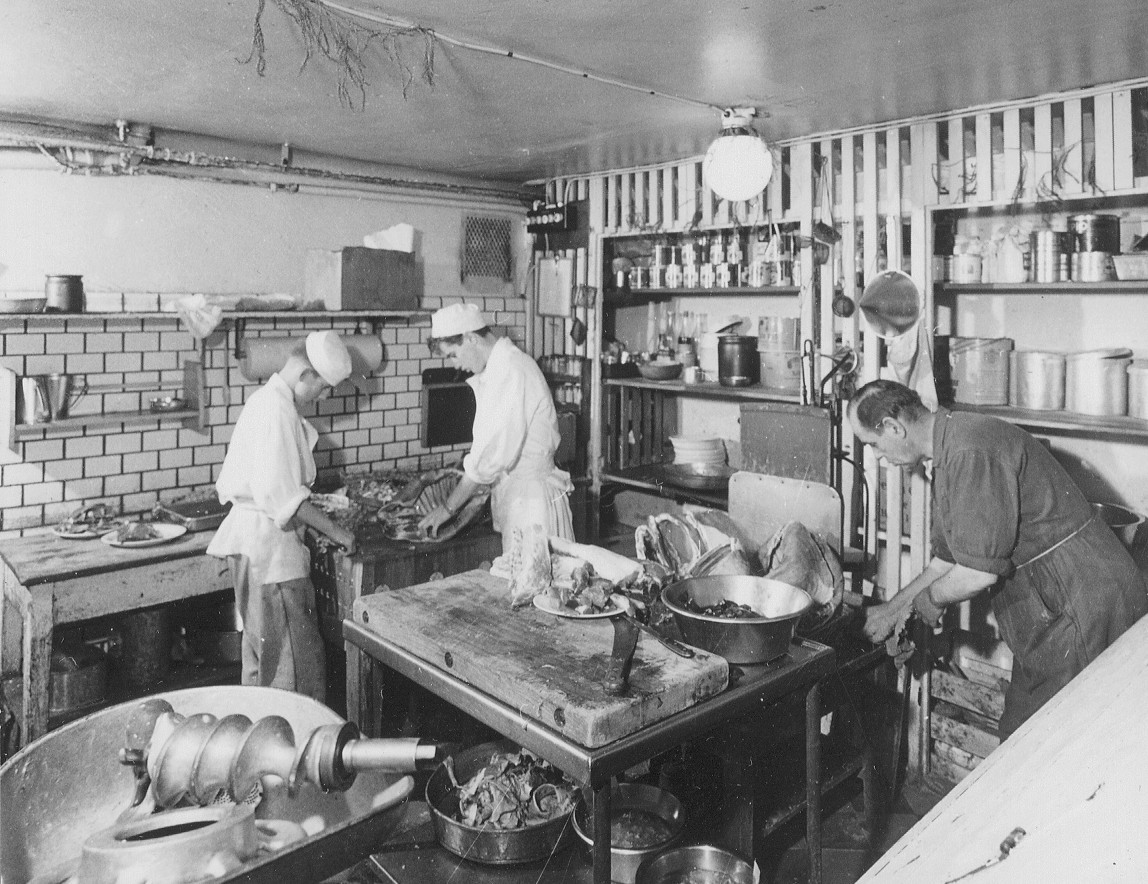